# Boën-sur-Lignon
Boën-sur-Lignon, llamada Boën antes de 2012, es una población y comuna francesa, situada en la región de Auvernia-Ródano-Alpes, departamento de Loira, en el distrito de Montbrison. Es el chef-lieu del cantón de Boën.

## Demografía
| 3410 | 3654 | 3766 | 3603 | 3256 | 3112 |
| Para los censos de 1962 a 1999 la población legal corresponde a la población sin duplicidades (Fuente: INSEE [Consultar]) |      |      |      |      |      |